# قرديات الشكل

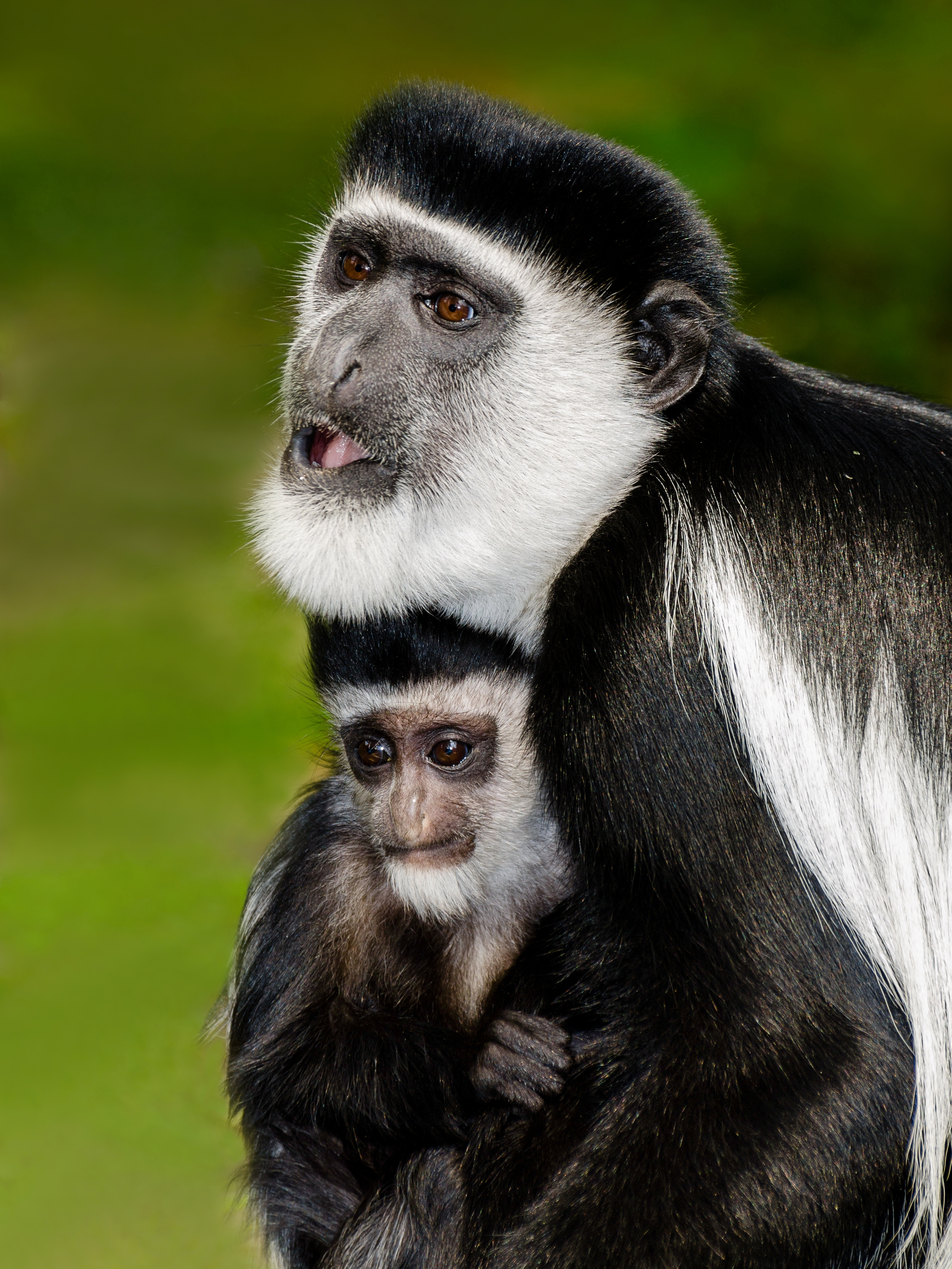
كولوبس أبيض وأسود مع طفل رضيع.

قرديات الشكل (الاسم العلمي: Simiiformes) هي رتبة سفلى من الحيوانات تتبع رتيبة بسيطات الأنف من رتبة الرئيسيات، تسمى كل أعضاء هذه الفصيلة باستثناء البشر بالقُرود أو القِرَدَة. قرديات الشكل مألوفة لمعظم الناس، منها: سعادين العالم القديم وأشباه الإنسان والبشر (تكون معاً سفليات المنخرين)، وسعادين العالم الجديد التي تُسمى أيضًا بالفَنَاطيس (مفردها فِنْطِيس، وتعني في اللغة عريض الأنف قصيره).

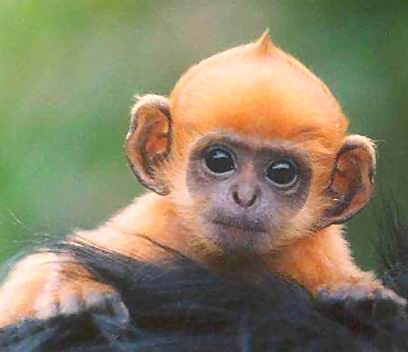
قرد الزنجبيل.

القردة هي مجموعة شقيقة للرسغيات، وتشكل معًا بسيطات الأنف. حدث الإشعاع منذ نحو 60 مليون سنة (خلال عصر حقب الحياة الحديثة)؛ قبل 40 مليون سنة، استعمرت القردة أمريكا الجنوبية، مما أدى إلى ظهور قرود العالم الجديد. انقسمت القردة المتبقية (سفليات المنخرين) منذ قرابة 25 مليون سنة إلى فصيلتين علييين وهما سعادين العالم القديم والقرود البشرية التي تضم البشر).

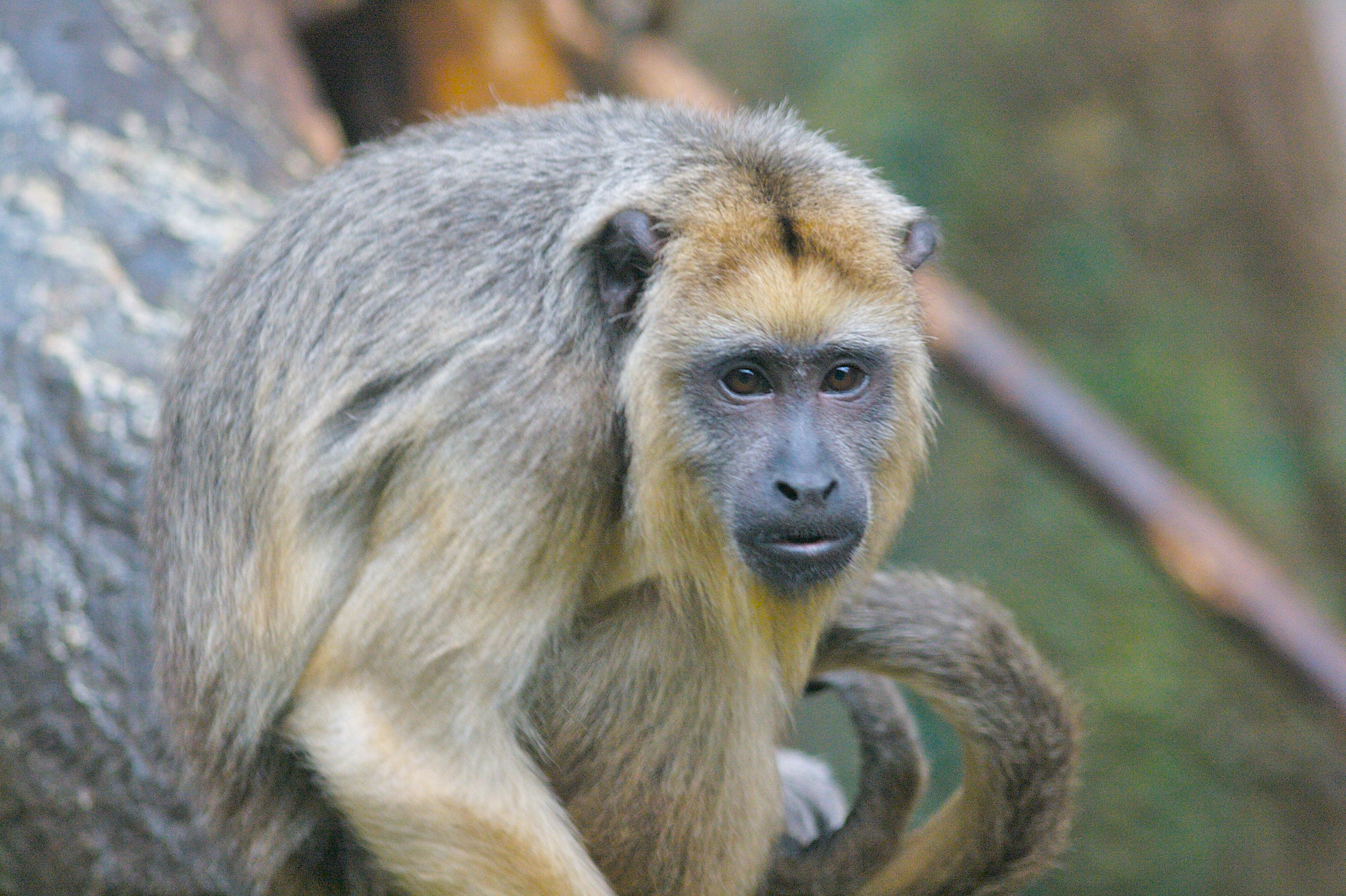
العواء الأسود، أحد سفليات المنخرين.

## السمات الرئيسية البيولوجية

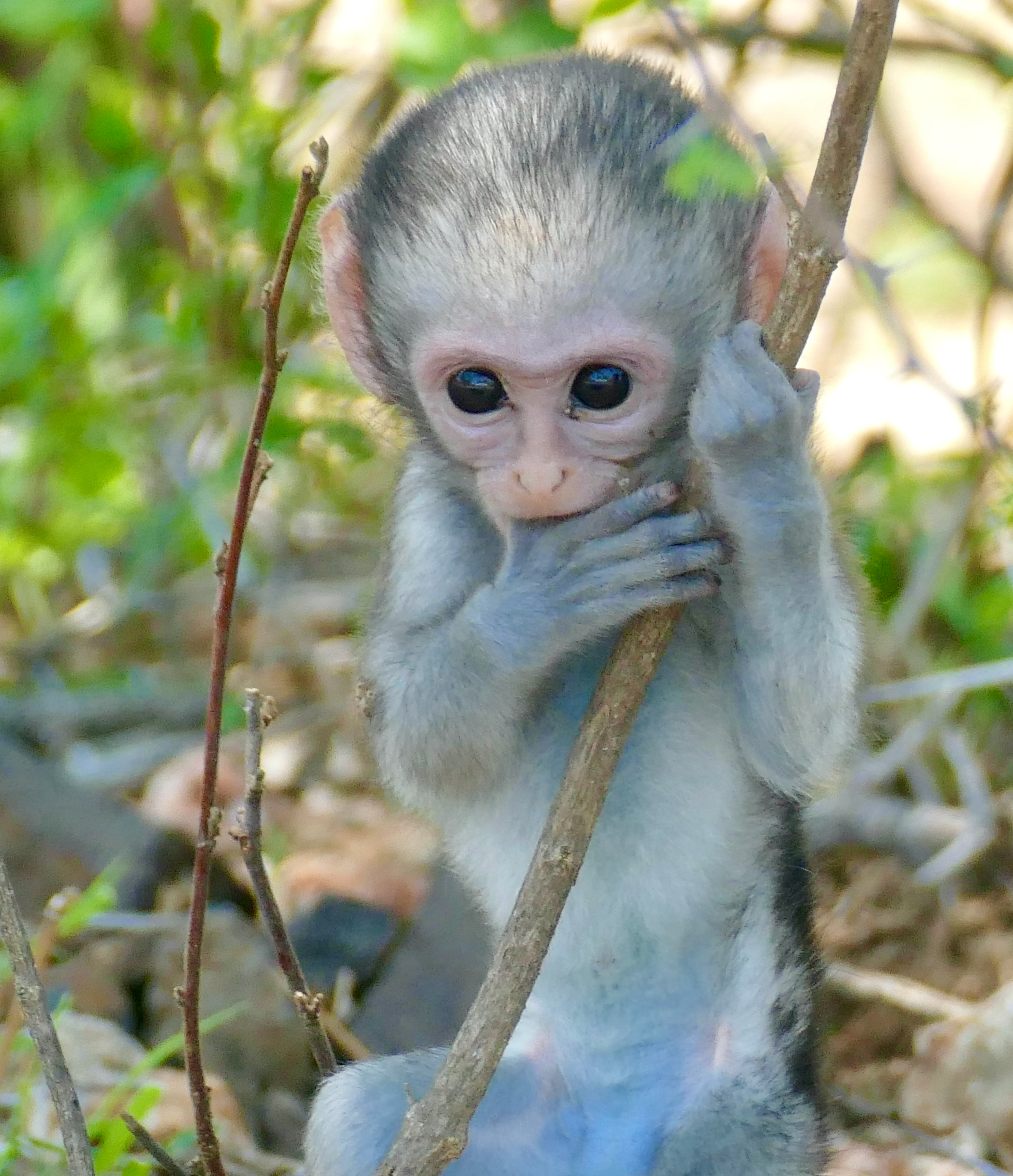
هجرس أخيضر.

في قسم من تقييمهم لعام 2010 لتطور الأنثروبويد (القردة) بعنوان "ما هو الأنثروبويد"، وضع ويليامز وكاي وكيرك قائمة بالسمات البيولوجية المشتركة بين جميع الكائنات البشرية أو معظمها، بما في ذلك أوجه التشابه الجينية والتشابه في العين الموقع والعضلات القريبة من العينين، التشابه الداخلي بين الأذنين، التشابه السني، والتشابه في بنية عظام القدم. كانت الكائنات البشرية المبكرة عبارة عن الرئيسيات الصغيرة ذات الأنظمة الغذائية المتنوعة، والعيون الأمامية، والرؤية الحادة للألوان لأنماط الحياة أثناء النهار، والأدمغة المكرسة أكثر للرؤية وأقل للرائحة. القرود الحية في كل من العالم الجديد والعالم القديم لديهم أدمغة أكبر من الرئيسيات الأخرى، لكنهم طوروا هذه الأدمغة الأكبر بشكل مستقل.

## التصنيف والتطور

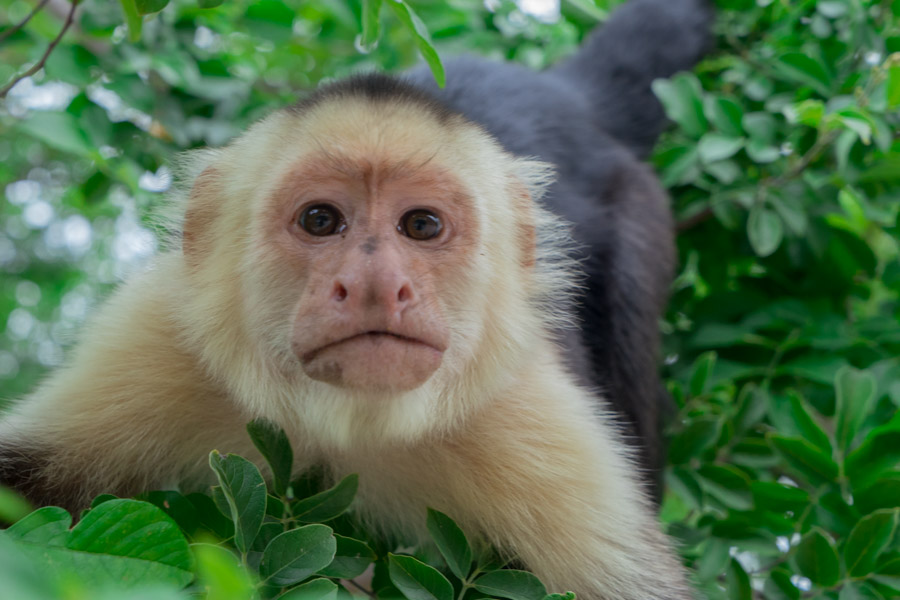
قرد كبوشي.

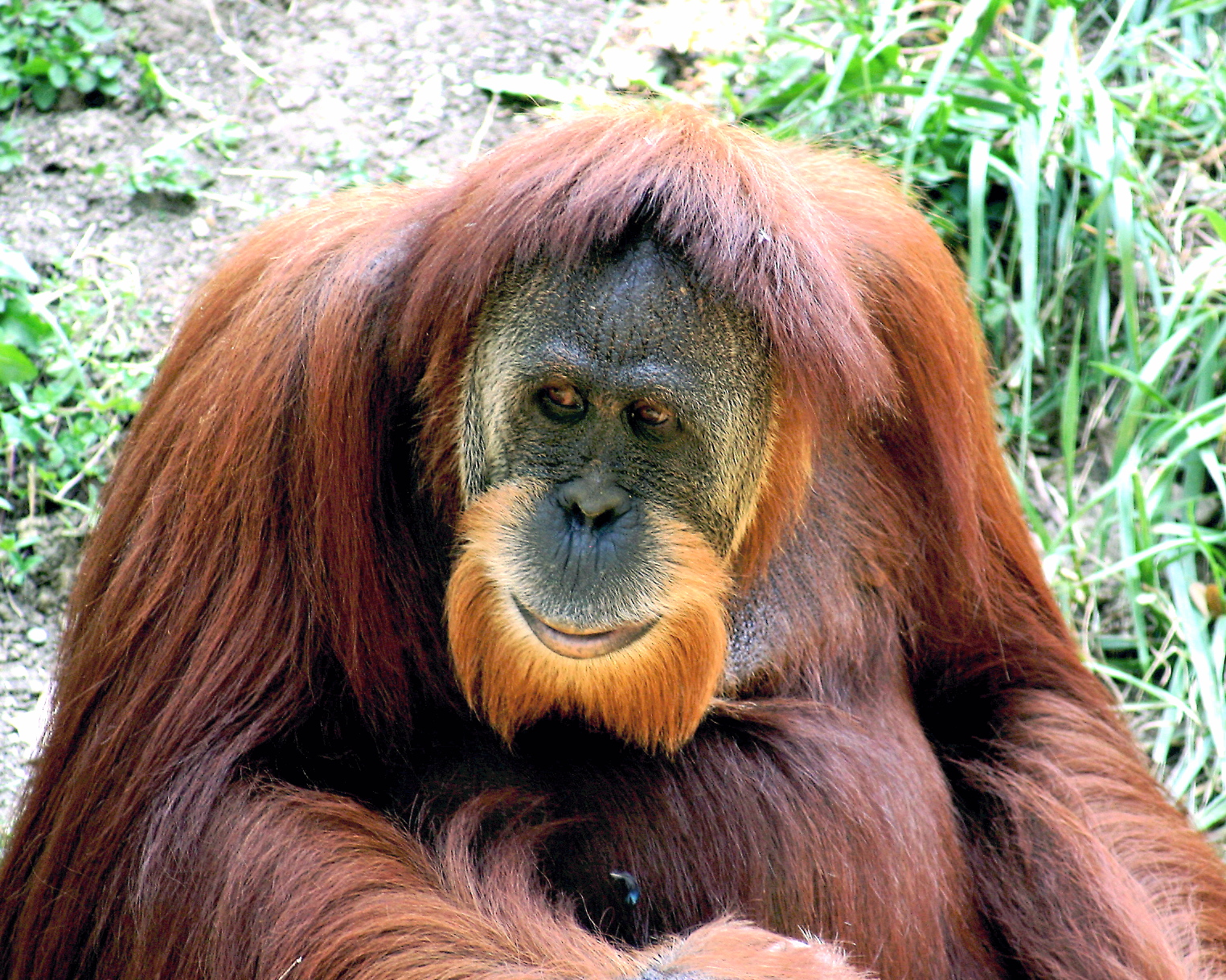
قرد إنسان الغاب، من فصيلة القردة العليا ذات الجسم الضخم وعديمة الذيل.

في التصنيف السابق ، تم تجميع سعادين العالم الجديد (قرود العالم الجديد)، وسعادين العالم القديم، والقردة البشرية، والبشر - المعروفين بشكل جماعي باسم القرود، بينما تم تجميع منثنيات المنخرين ورسغيات تحت الترتيب الفرعي " قرود بدائية". في ظل التصنيف الحديث، يتم تجميع الحيوانات الصغيرة والقردة تحت الرتبة الفرعية بسيطات الأنف، في حين يتم وضع منثنيات المنخرين في رتبة فرعية منثنيات المنخرين. هناك دليل جيني قوي على ذلك هو أن خمسة SINEs شائعة في جميع الأفراد في حين أنها غائبة في منثنيات المنخرين - حتى واحد من  المحتمل تمامًا أن تكون مصادفة بين الأبراج والقردة. واستخدام الوحدات العرفية في أماكن أخرى من الولايات المتحدة. في الأنثروبويدا ، تشير الدلائل إلى أن الرئيسيات في العالم القديم والعالم الجديد مرت بتطور موازٍ.
يتم تقسيم القردة الموجودة إلى مجموعتين متميزتين. قرود العالم الجديد انفصلت عن بقية سلالة القردة منذ حوالي 40 مليون سنة ، تاركة سفليات المنخرين تحتل العالم القديم. انقسمت هذه المجموعة الأخيرة قبل حوالي 25 مليون سنة بين سعادين العالم الجديد والقردة. هذا يدل على أن سعادين العالم الجديد أقرب إلى القردة من سعدان أفطس الأنف.
يتم أيضًا وضع بعض سلالات القرد المنقرض في السعادين الفجرية (لتعكس أصلها الأيوسيني)، الذي يُعتقد أنه نشأ في أوائل عصر الأوليجوسين.

## الترتيب
يرجع تاريخ أقدم القرود المعروفة، ايوسيميدس، إلى 45 مليون سنة على الأقل وتم العثور عليها في الصين وجنوب شرق آسيا. ينتمون إلى عائلات قديمة انقرضت الآن. تم العثور على القرود في أفريقيا منذ حوالي 40 مليون سنة. ربما استخدموا أطوافًا عائمة، قادمة من مصب نهر كبير جدًا محتمل في غرب آسيا، للوصول إلى السواحل العربية الأفريقية ، ثم فصلوا عن آسيا بواسطة مداخل. بعد فترة وجيزة، خلال أواخر العصر الأيوسيني، كانت القردة قد وصلت إلى الأمريكتين، ربما عبر القارة القطبية الجنوبية، ثم خالية من الجليد وبمناخ معتدل. هذه القرود الأمريكية تشكل قرود العالم الجديد، بينما القرود التي بقيت في إفريقيا تشكل سعادين العالم القديم والقرود البشرية.

## التهديدات والحفظ
إن معظم المجموعات شبه البشرية غير البشرية في حالة تدهور حاد أو اختفت بالفعل من الكثير من مداها الطبيعي. تشمل أسباب هذا الانحدار ما يلي:
- إزالة الغابات وتدمير موائلها؛
- تفتيت الغابات عن طريق الطرق والمسارات الحرجية على وجه الخصوص ، مما يزيد من سهولة الوصول إلى مناطق الملجأ ؛
- تخفيضات واضحة و / أو "انتقائية".[11]
- الصيد (لحوم الطرائد) والصيد الجائر المنظم على وجه الخصوص ، ولكن أيضًا الكفاف في المناطق التي تواجه صعوبات ؛
- نزاعات معينة (حرب ، حرب أهلية ، فصائل انفصالية) ، مصادر تدفق اللاجئين وزيادة ضغط الصيد غير المشروع.

## التصنيف
- رتبة الرئيسيات
  - رُتَيْبَة منثنيات المنخرين: قرود بدائية غير الأبخص
  - رُتَيْبَة بسيطات الأنف: الأباخص والقردة
    - دون رتبة أبخصيات الشكل
    - دون رتبة قرديات السكل
      - الرتبة الصغرى  [لغات أخرى]‏ عريضات الأنف: سعادين العالم الجديد
        - فصيلة جميلات الشعر: سعادين القشة والطمارين
        - فصيلة سعادين كبوشية الشكل: سعادين الكبوشي والسعادين السنجابية
        - فصيلة السعادين الليلية
        - فصيلة السعادين العارية الوجه: سعادين التيتي والساكي والوكاري
        - فصيلة السعادين العنكبوتية: السعادين العواءة والسعادين العنكبوتية والسعادين الصوفية

      - الرتبة الصغرى سفليات المنخرين
        - الفصيلة العليا هجرسيات وأشباهها: سعادين العالم القديم
          - فصيلة الهجرسيات

        - الفصيلة العليات بشرانيات وأشباهها
          - فصيلة الجبونيات: قرود الجبون
          - فصيلة البشرانيات: القردة العليا والبشر